# Saint-Sauvant (Charente Marítimo)
 Saint-Sauvant  es una población y comuna francesa, situada en la región de Poitou-Charentes, departamento de Charente Marítimo, en el distrito de Saintes y cantón de Burie.

## Demografía
| 464 | 481 | 462 | 504 | 501 | 512 |
| Para los censos de 1962 a 1999 la población legal corresponde a la población sin duplicidades (Fuente: INSEE [Consultar]) |     |     |     |     |     |